# Јукио Цуда
Јукио Цуда (јап. 津田 幸男; 15. август 1917 — 17. април 1979) био је јапански фудбалер.

## Каријера
Током каријере је играо за Кеио БРБ и East Japan Heavy Industries.

## Репрезентација
За репрезентацију Јапана дебитовао је 1940. године. За тај тим је одиграо 4 утакмице.

## Статистика
| Јапан  | Јапан   | Јапан  |
| Година | Наступи | Голови |
| ------ | ------- | ------ |
| 1940.  | 1       | 0      |
| 1941.  | 0       | 0      |
| 1942.  | 0       | 0      |
| 1943.  | 0       | 0      |
| 1944.  | 0       | 0      |
| 1945.  | 0       | 0      |
| 1946.  | 0       | 0      |
| 1947.  | 0       | 0      |
| 1948.  | 0       | 0      |
| 1949.  | 0       | 0      |
| 1950.  | 0       | 0      |
| 1951.  | 3       | 0      |
| Укупно | 4       | 0      |